# 데트바구

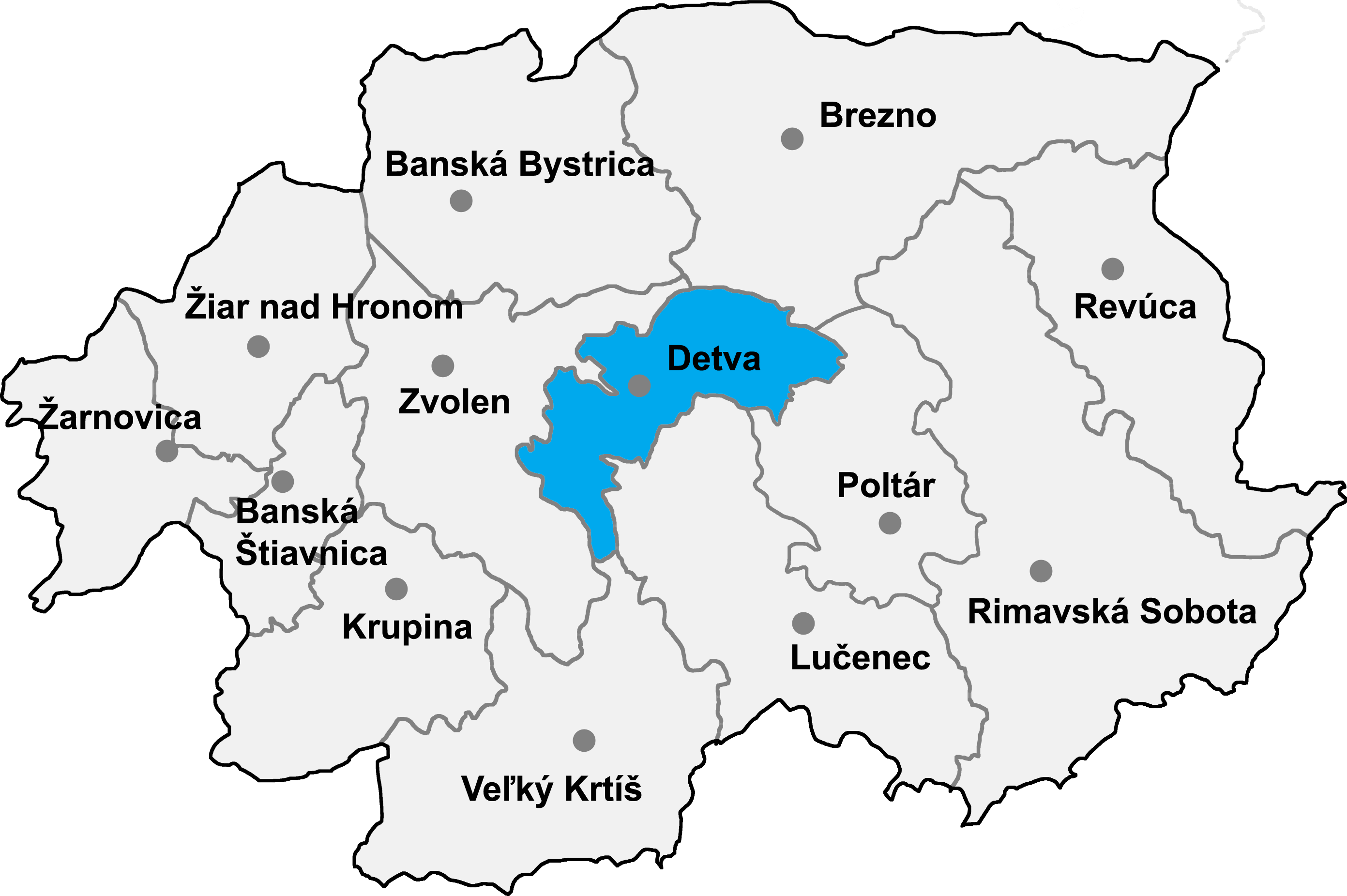
데트바구의 위치

데트바구(슬로바키아어: Okres Detva)는 슬로바키아 반스카비스트리차주를 구성하는 13개 구 가운데 하나로 행정 중심지는 데트바이며 면적은 449.19km2, 인구는 32,632명(2014년 기준), 인구 밀도는 72.65명/km2이다.
반스카비스트리차주 중부에 위치하며 15개 지방 자치체(2개 시, 13개 마을)를 관할한다. 북동쪽으로는 브레즈노구, 동쪽으로는 폴타르구, 남쪽으로는 루체네츠구, 벨키크르티시구, 서쪽으로는 즈볼렌구와 접한다.